# Michael Goldhammer
Michael Goldhammer (* 1978) ist ein deutscher Rechtswissenschaftler.

## Leben
Goldhammer wurde 2011 in Bayreuth zu Rechtsfragen des Geistigen Eigentums promoviert und dafür mit dem Carl-Gareis-Preis der Fakultät ausgezeichnet. Weiterhin war er in Bayreuth Akademischer Rat am Lehrstuhl für Öffentliches Recht IV. 2018 hat er sich zur Prognoseproblematik im Öffentlichen Recht an der Universität Bayreuth habilitiert. Seit 2021 ist er Inhaber des Lehrstuhls für Öffentliches Recht mit Schwerpunkt Verwaltungsrecht sowie Rechtsvergleichung und Rechtsphilosophie an der EBS Universität für Wirtschaft und Recht in Wiesbaden.
Goldhammer ist Mitglied des Beirats der Zeitschrift Juristische Schulung. Er ist ausgewiesen in rechtsvergleichenden Studien zu Administrative Power and the Courts (University of Cambridge) und Artificial Intelligence and Free Speech (Melbourne Law School/Victoria). Seine Forschung befasst sich mit Kerngebieten des Staatsrechts und des Verwaltungsrechts einschließlich seiner europarechtlichen und internationalen Bezüge. Schwerpunkte bilden dabei aktuelle Probleme der Grundrechtstheorie und -dogmatik, Zuständigkeiten und Kompetenzabgrenzungen von Verfassungs- und Europarecht, Prognoseprobleme im Staats- und Verwaltungsrecht sowie Eigentum und Eigentumstheorie.

## Schriften (Auswahl)
- Geistiges Eigentum und Eigentumstheorie. Rekonstruktion der Begründung von Eigentum an immateriellen Gütern anhand der US-amerikanischen Eigentumstheorie. Tübingen 2012, ISBN 3-16-150993-5.
- Die Prognoseentscheidung im Öffentlichen Recht. Tübingen 2021, ISBN 3-16-159834-2.